# Лауенау
Лауенау (нім. Lauenau) — громада в Німеччині, розташована в землі Нижня Саксонія. Входить до складу району Шаумбург. Складова частина об'єднання громад Роденберг.
Площа — 16,23 км2. Населення становить 4357 ос. (станом на 31 грудня 2021).

## Галерея

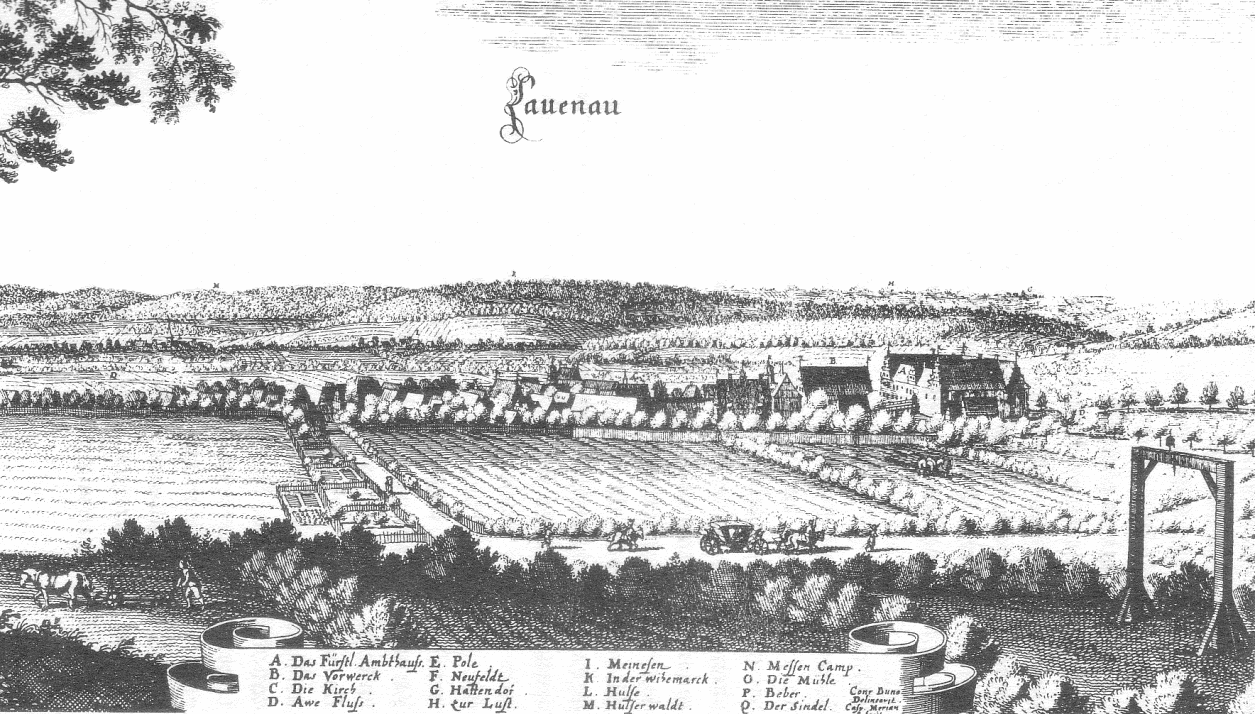
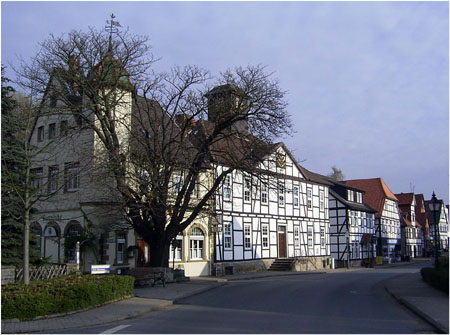
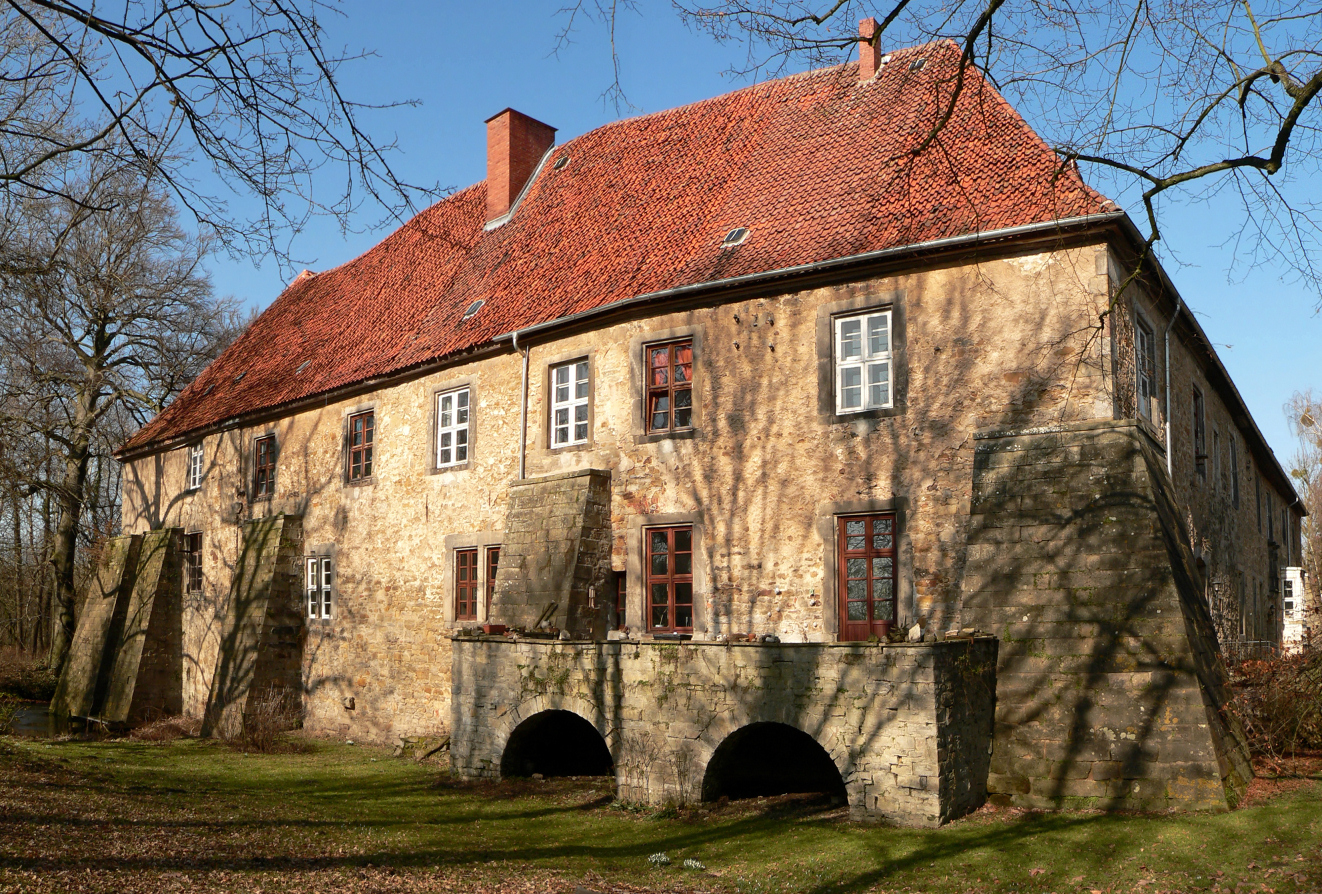
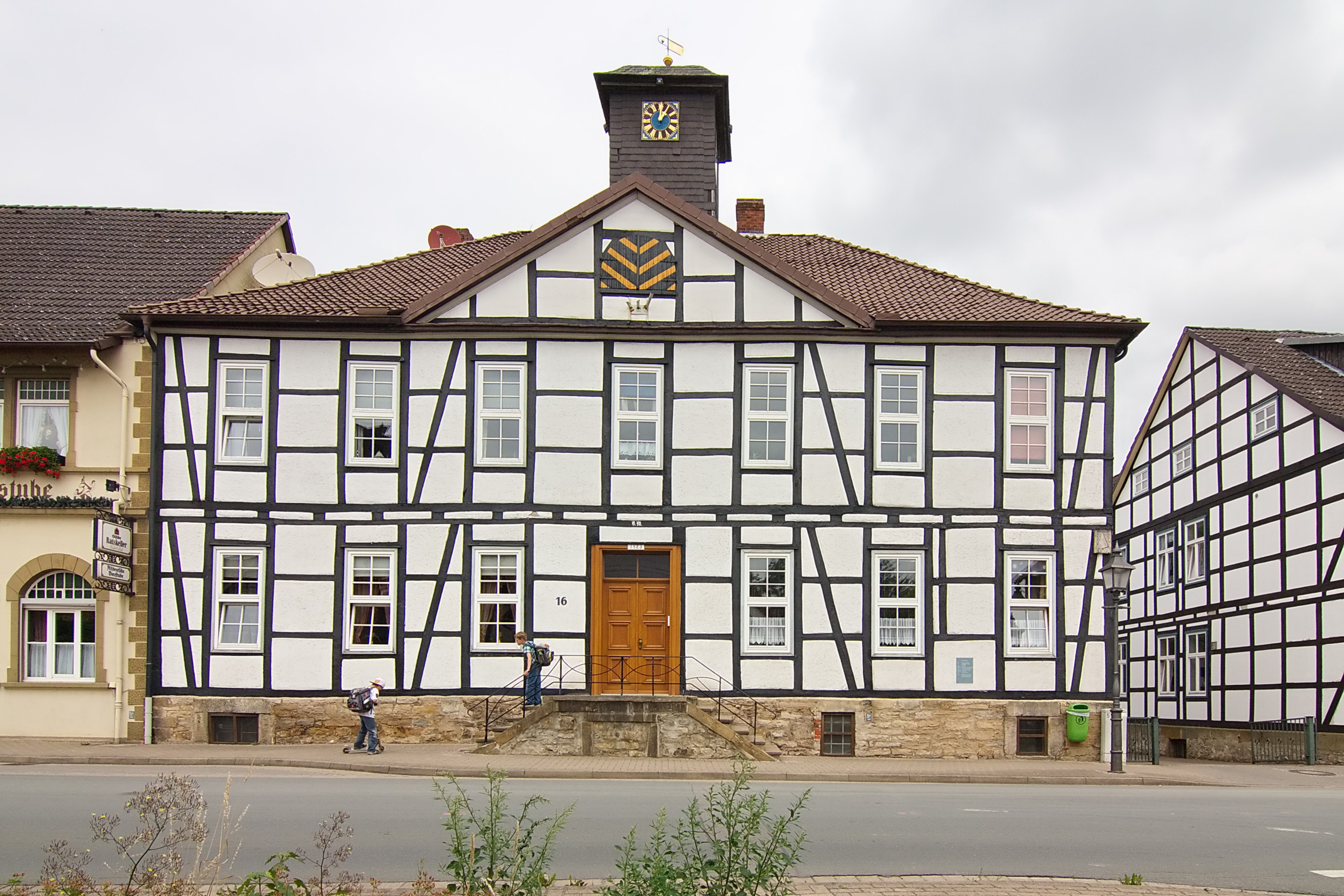
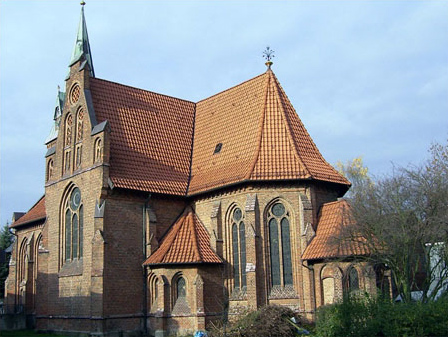
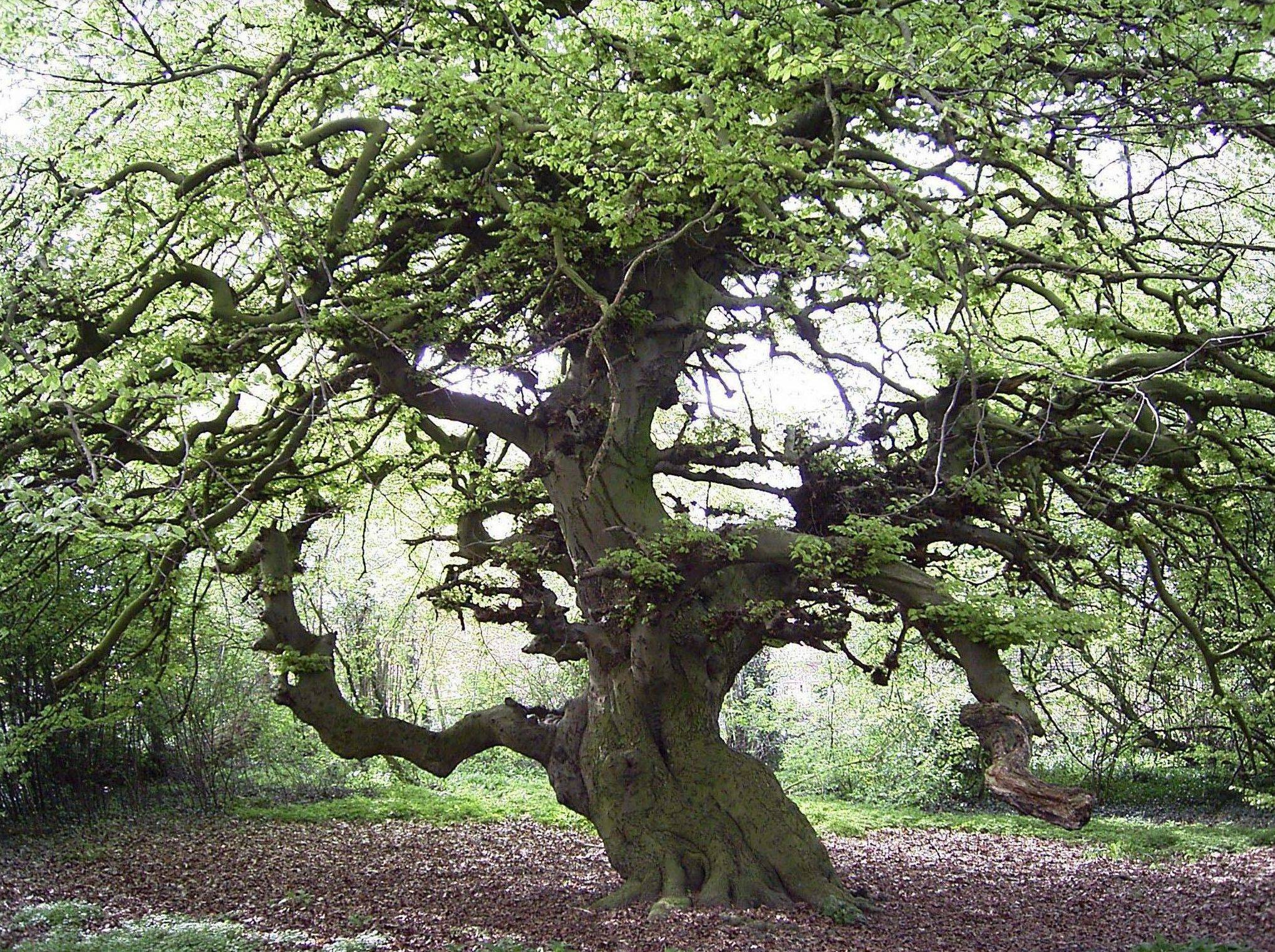